# Libnotes (Metalibnotes) jocularis
Libnotes (Metalibnotes) jocularis is een tweevleugelige uit de familie steltmuggen (Limoniidae). De soort komt voor in het Australaziatisch gebied.